# Antichloris scotoptera
Antichloris scotoptera là một loài bướm đêm thuộc phân họ Arctiinae, họ Erebidae.